# Gare de Kashima-Jingū
 (mars 2021).
Si vous disposez d'ouvrages ou d'articles de référence ou si vous connaissez des sites web de qualité traitant du thème abordé ici, merci de compléter l'article en donnant les références utiles à sa vérifiabilité et en les liant à la section « Notes et références ».
La gare de Kashima-Jingū (鹿島神宮駅, Kashima-Jingū-eki) est une gare ferroviaire de la ville de Kashima au Japon. Elle est desservie par les lignes de la compagnie JR East, ainsi que par le Kashima Rinkai Tetsudo.

## Situation ferroviaire
La gare de Kashima-Jingū est située au point kilométrique (PK) 14,2 de la ligne Kashima.

## Historique
La gare de Kashima-Jingū a été inaugurée le 20 août 1970.

## Service des voyageurs

### Accueil
La gare dispose d'un bâtiment voyageurs, avec guichets, ouvert tous les jours.

### Desserte
- Kashima Rinkai Tetsudo
  - Voie 1 : Ligne Ōarai Kashima pour Mito

- JR East
  - Voie 2 : Ligne Kashima pour Sawara et Chiba

### Correspondance
La Kashima-Jingu arrêt de bus de la compagnie privée Kantetsu Bus pour Kashima-jingū et Gare de Chōshi, Stade de Kashima (desserte lors des matchs), Aéroport international Haneda de Tokyo (expressway).